# Luan Toro
Luan Toro är en ort i Argentina.   Den ligger i provinsen La Pampa, i den centrala delen av landet, 600 km väster om huvudstaden Buenos Aires. Luan Toro ligger 288 meter över havet och antalet invånare är 689.
Terrängen runt Luan Toro är platt. Trakten runt Luan Toro är nära nog obefolkad, med mindre än två invånare per kvadratkilometer.. Luan Toro är det största samhället i trakten.
Omgivningarna runt Luan Toro är i huvudsak ett öppet busklandskap.